# Ladybank
Ladybank is een plaats in het raadsgebied (council area) Fife in Schotland. Het heeft ruim 1400 inwoners.
Eeuwenlang was dit gebied moerasland, waar vanaf de 12e eeuw de monniken van de Lindores Abdij turf mochten steken.

## Station
Rond 1840 werd het Ladybank Station gebouwd op de plaats waar de spoorlijn vanuit Edinburgh zich splitste in de lijnen naar Perth en Dundee. Bovendien gebruikte de Fife and Kinross Railway, geopend in 1857, Ladybank als oostelijk eindstation. Ladybank is waarschijnlijk het oudste station van Schotland dat nog in haar oorspronkelijke staat verkeert.
De lagere (streek)school in Ladybanks huist in een gebouw uit de jaren achttiennegentig. 

## Golfclub
De Ladybank Golf Club werd in 1879 opgericht. Tom Morris sr. legde de eerste zes holes aan. In 1961 werd de baan uitgebreid tot 18 holes par-71 baan. Sinds 1978 wordt de baan o.a. gebruikt om te kwalificeren voor het Brits Open.

## Geboren in Ladybank
- 1939: Norrie Martin, voetballer (overleden 2013)
- 1959: Dale Reid, golfster (overleden 2023)